# 内丘县各级文物保护单位列表
内丘县各级文物保护单位列表是中国河北省内丘县境内的国家级、省级、市县级文物保护单位的列表。

## 全国重点文物保护单位
| 名称     | 编号  | 分類   | 所在地 | 时代     | 图片 |
| -------- | ----- | ------ | ------ | -------- | ---- |
| 邢窑遗址 | 4-46  | 古遗址 | 内丘县 | 隋－五代 |      |
| 扁鹊庙   | 6-331 | 古建筑 | 内丘县 | 明至清   |      |

## 河北省文物保护单位
- 韩厥墓（1982年7月23日公布，古墓葬）
- 中张千佛阁（1993年7月15日公布，明代，古建筑）
- 王交台牛王庙（1993年7月15日公布，清代，古建筑）
- 内邱宋代家族墓地

## 邢台市文物保护单位

### 第一批（2008年）
- 且停寺遗址
- 张宾墓
- 道观碑

### 第二批（2014年8月）
- 张夺遗址
- 程本墓
- 白鹿角古民居
- 药王庙

## 内丘县文物保护单位
- 郭家庄苇地沟遗址（2010年公布）